# Torlonia (Adelsgeschlecht)

Wappen der Familie Torlonia

Torlonia ist der Name einer aus Frankreich eingewanderten italienischen Bankiersfamilie, die ab dem 18. Jahrhundert in Rom zu Reichtum und politischem Einfluss gelangte, 1809 in den päpstlichen Adel und 1814 in den Fürstenstand aufstieg. Die Torlonia zählen bis heute zum italienischen Adel und zum europäischen Hochadel. Ein Familienzweig ist bis heute im Bankgeschäft tätig. Die Familie besitzt die weltweit größte private Antikensammlung.

## Geschichte
Die Familie Torlonia ist das jüngste der Fürstenhäuser des stadtrömisch-päpstlichen Hochadels (neben älteren wie den Aldobrandini, Barberini, Borghese, Caetani, Chigi, Colonna, Doria-Pamphilj, Lante della Rovere, Massimo, Odescalchi, Orsini, Pallavicini, Riario Sforza und  Ruspoli).
Die Familie war im 18. Jahrhundert im Seiden- und Stoffhandel tätig und hatte ihr Geschäftshaus an der Piazza di Spagna in Rom. Sie begründete dazu ein kleines Bankgeschäft, das später wuchs und die Familie zu einer der reichsten Italiens machte.
Begründer des Hauses war Marin Tourlonias (1725–1785), geboren in Augerolles (Frankreich) als Sohn des Landwirts Antoine Tourlonias aus der Auvergne. Er begann als Kämmerer des Abtes Charles-Alexandre de Montgon, der ihn mit nach Rom nahm, wo er in die Dienste des Kardinals Troiano Acquaviva d’Aragona (1696–1747) trat. Dieser vermachte ihm eine kleine Rente, mit der er einen Stoffhandel samt Geldverleih unter dem italianisierten Namen Torlonia begründete.

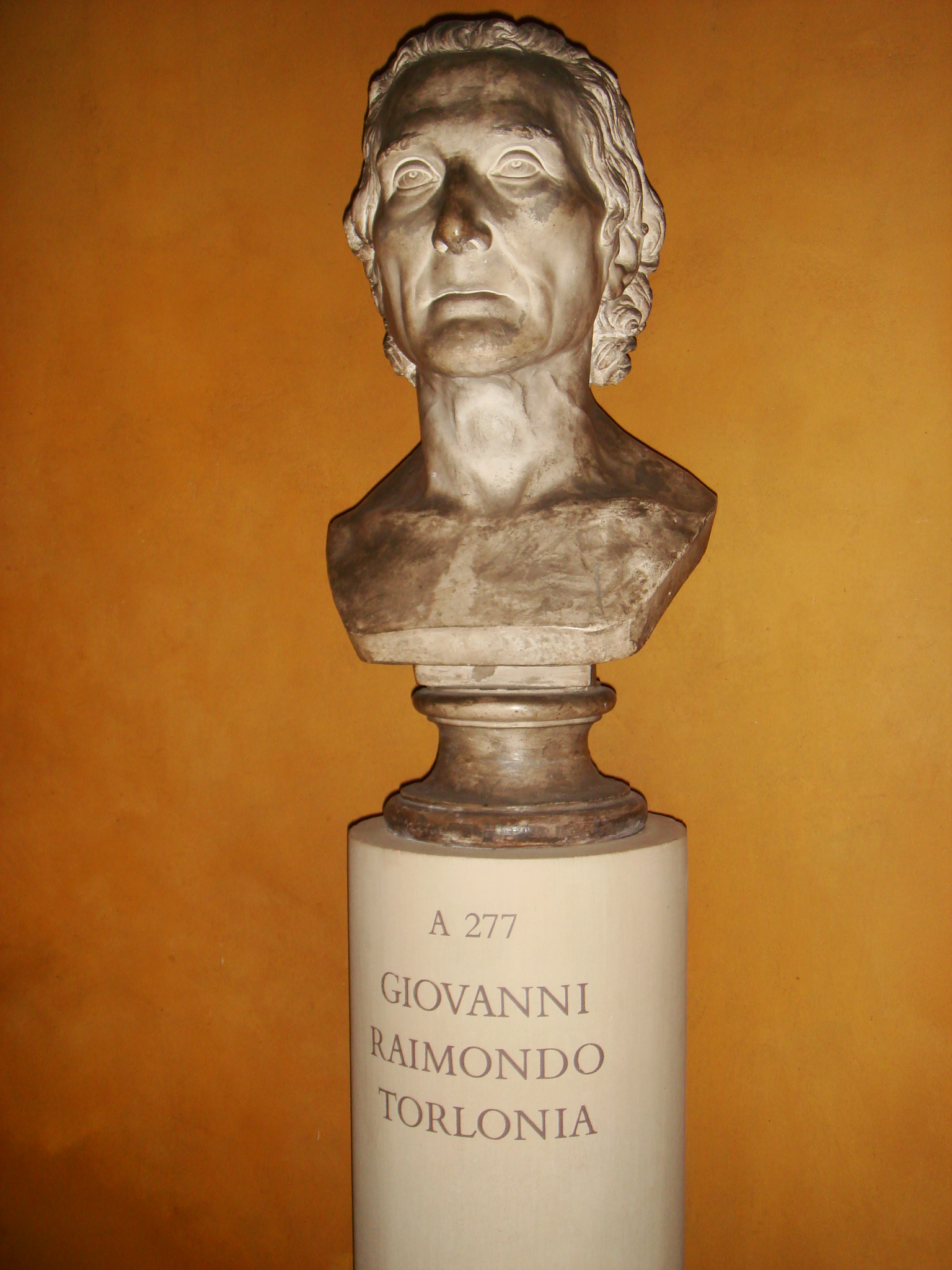
Giovanni Raimondo Torlonia (1754–1829), Büste von Bertel Thorvaldsen

Sein Sohn Giovanni Raimondo Torlonia (1754–1829) weitete das Bankgeschäft aus, wurde durch Spekulationen reich und zu einem der größten Geldgeber des römischen Adels, der ihm dafür Ländereien verpfändete oder abtrat, darunter 1803 das Herzogtum Bracciano und die Grafschaft Pisciarelli von den Fürsten Odescalchi, 1809 die Markgrafschaft Romavecchia und Turrita, 1820 das Herzogtum Poli und Guadagnolo von den Conti, 1822 Capo di Monte, Morata und Bisenzio vom Fürsten Poniatowski. So stieg er zu einem der größten Grundbesitzer des Kirchenstaats auf und wurde 1809 von Papst Pius VII. geadelt und 1814 zum Fürsten (principe) di Civitella Cesi (als Princeps Romanus) erhoben, bezeichnenderweise mit einem aufsteigenden Kometen im Wappen. Er beriet den Papst auch lukrativ bei der Finanzverwaltung des Vatikans. Ab 1797 errichtete er sich in Rom die Villa Torlonia (später Wohnsitz von Mussolini) und 1820 erwarb er den Renaissancepalast Palazzo Castellesi in Rom, der als Palazzo Torlonia bis heute von der Familie bewohnt wird.
Giovanni Raimondo heiratete 1793 die Stoffhändlerwitwe Anna Maria Chiaveri, geb. Schultheiss, aus Donaueschingen (1760–1840); ihre Kinder verschwägerten sich mit bedeutenden Adelshäusern und kauften sich eine Kunstsammlung zusammen (Museo Torlonia). Der älteste Sohn, der Bankier Marino Torlonia (1795–1865), heiratete Donna Anna Sforza-Cesarini und erwarb 1841 die Villa Torlonia (Frascati) sowie 1842 den Barockpalast Núñez-Torlonia in der Via Condotti, den seine Nachfahren bis heute bewohnen. Marino wurde 1847 vom Papst zum Duca di Poli e di Guadagnolo erhoben; dieser Titel vererbte sich im älteren Zweig seiner Nachfahren, den sein Enkel Leopoldo (1853–1918) begründete und wird heute von Giulio Torlonia, Duca di Poli e di Guadagnolo (* 1962) geführt. Der jüngere Enkel Marino (1861–1933), 4. Principe di Civitella Cesi, war ein bedeutender Bankier und heiratete eine amerikanische Industrie-Erbin. Ihr Sohn Alessandro (1911–1986) heiratete die spanische Königstochter Beatrice Isabel, seine Schwester Marina (1916–1960) den Tennisspieler Frank Shields (Großeltern der Schauspielerin Brooke Shields). Titelträger dieses Zweiges ist gegenwärtig Alessandros Sohn Don Marco Alfonso Torlonia, 6. Principe di Civitella Cesi (* 1937).
Der jüngste Sohn von Giovanni Raimondo, Alessandro Torlonia (1800–1886), zum Fürst von Fucino und Herzog von Ceri erhoben, heiratete Donna Teresa Colonna-Doria; ihre Tochter Anna Maria (1855–1901) heiratete 1872 Giulio Borghese, der zweiter Fürst von Fucino wurde und 1873 den Namen Torlonia annahm, wodurch die Borghese-Linie der Familie begründet wurde; sie lebten in der Villa Torlonia in Avezzano. Ihr Sohn Giovanni Torlonia (1873–1938) gründete 1923 die bis heute von dieser Linie betriebene Banca del Fucino, die nach wirtschaftlicher Schieflage 2019 mit der Igea Banca fusionierte. Zum Bankgeschäft gehört ein bedeutendes Immobilienportfolio.

## Besitzungen

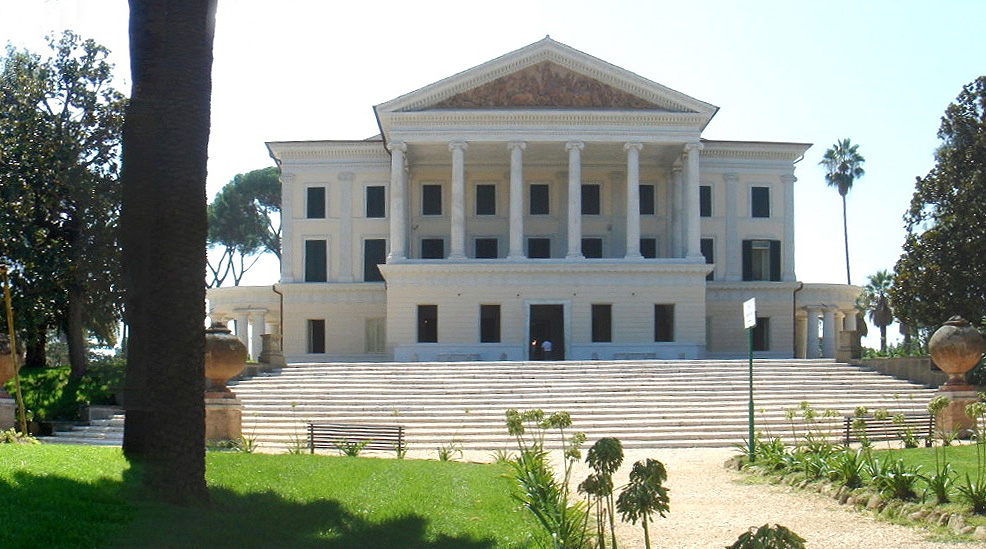
Villa Torlonia (Rom), erbaut ab 1797
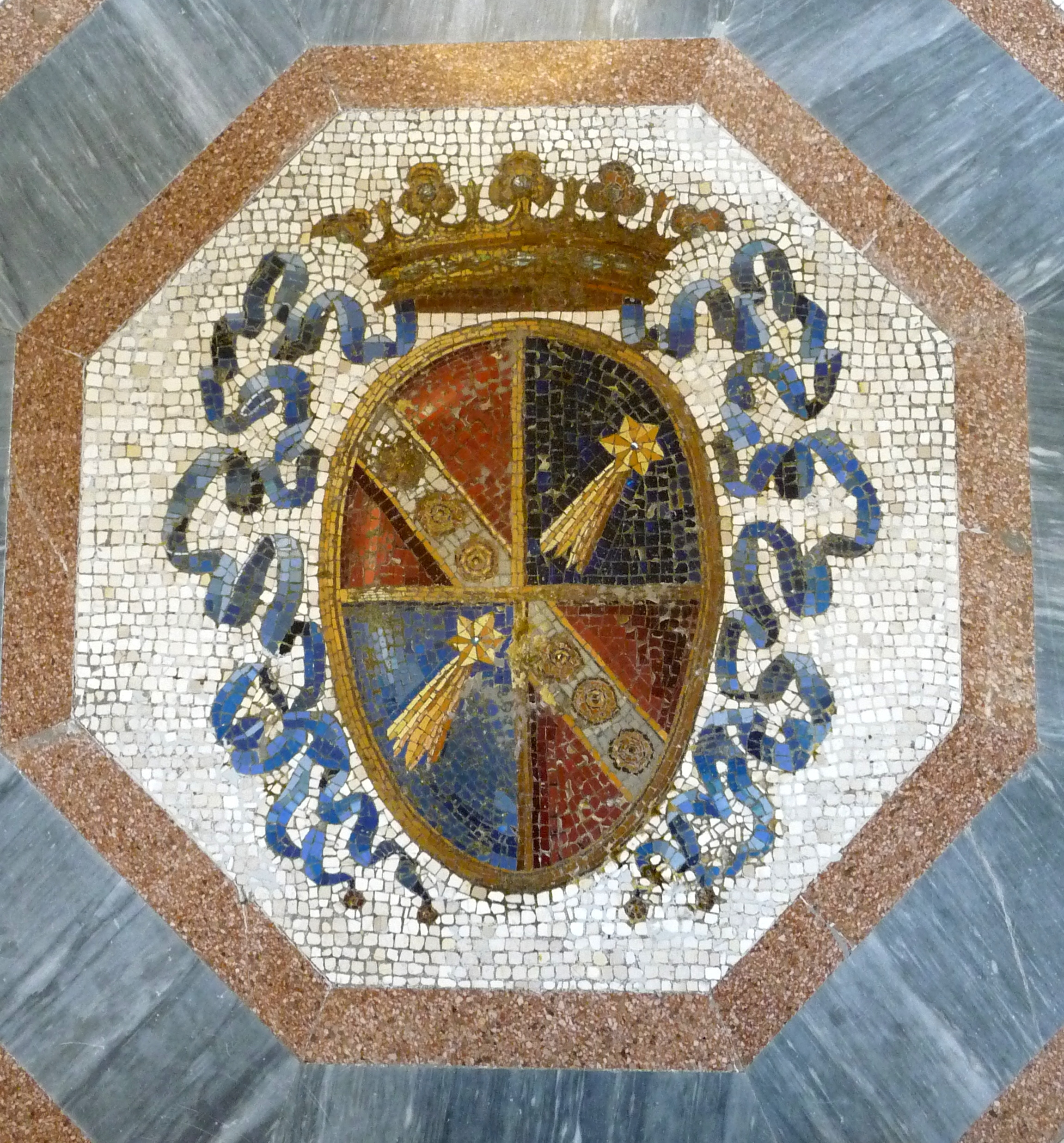
Wappen der Fürsten Torlonia in der Villa Torlonia in Rom
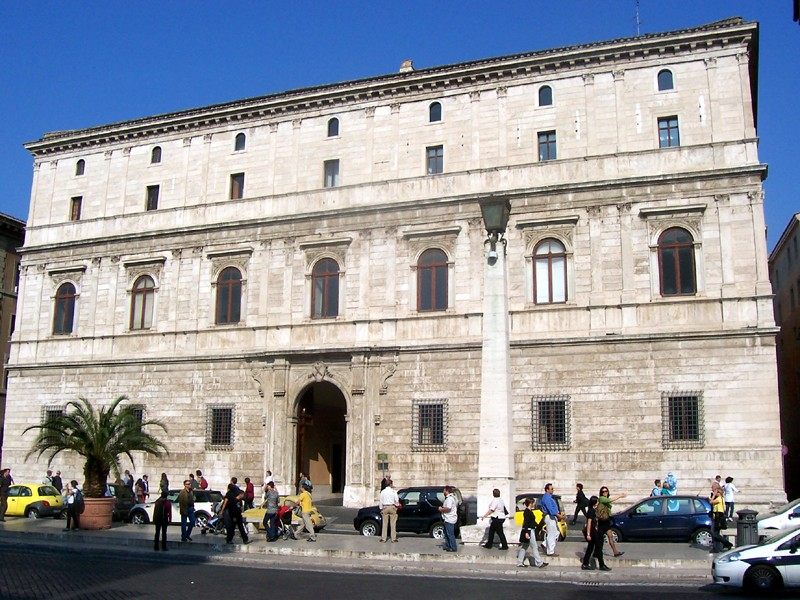
Palazzo Torlonia (Rom), seit 1820 im Besitz der Familie
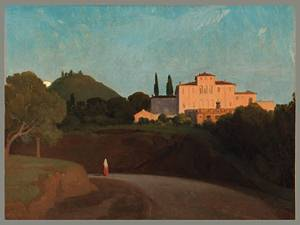
Villa Torlonia (Frascati), seit 1841 im Besitz der Familie
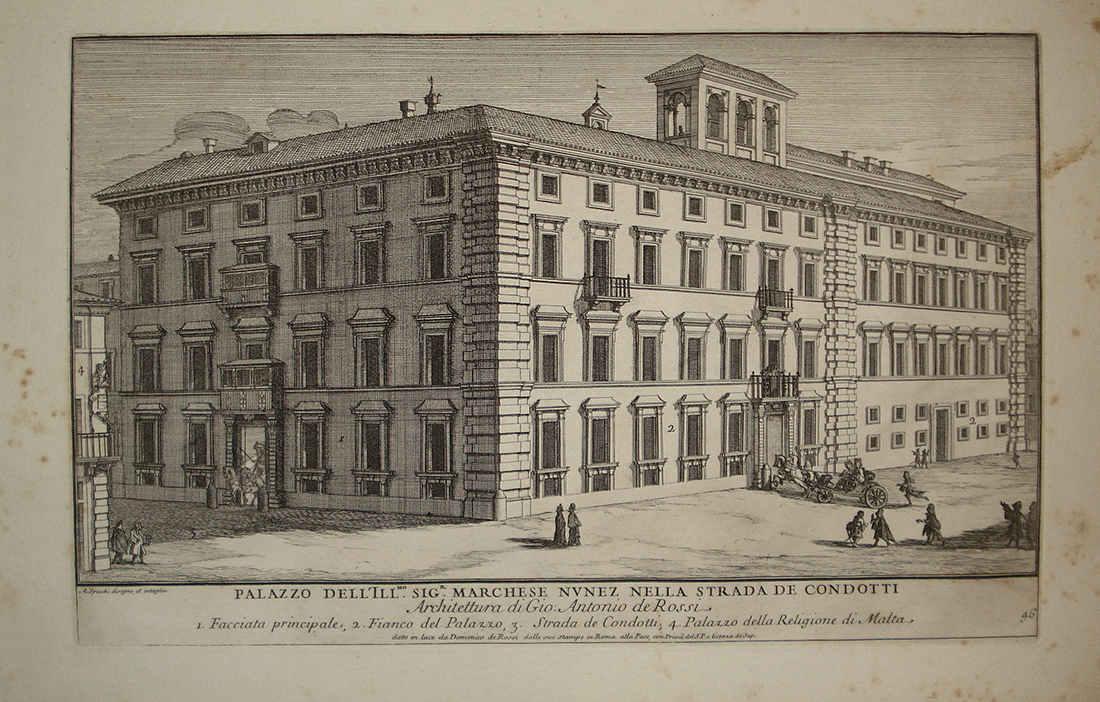
Palazzo Núñez-Torlonia, Rom (um 1690), seit 1842 im Besitz der Familie
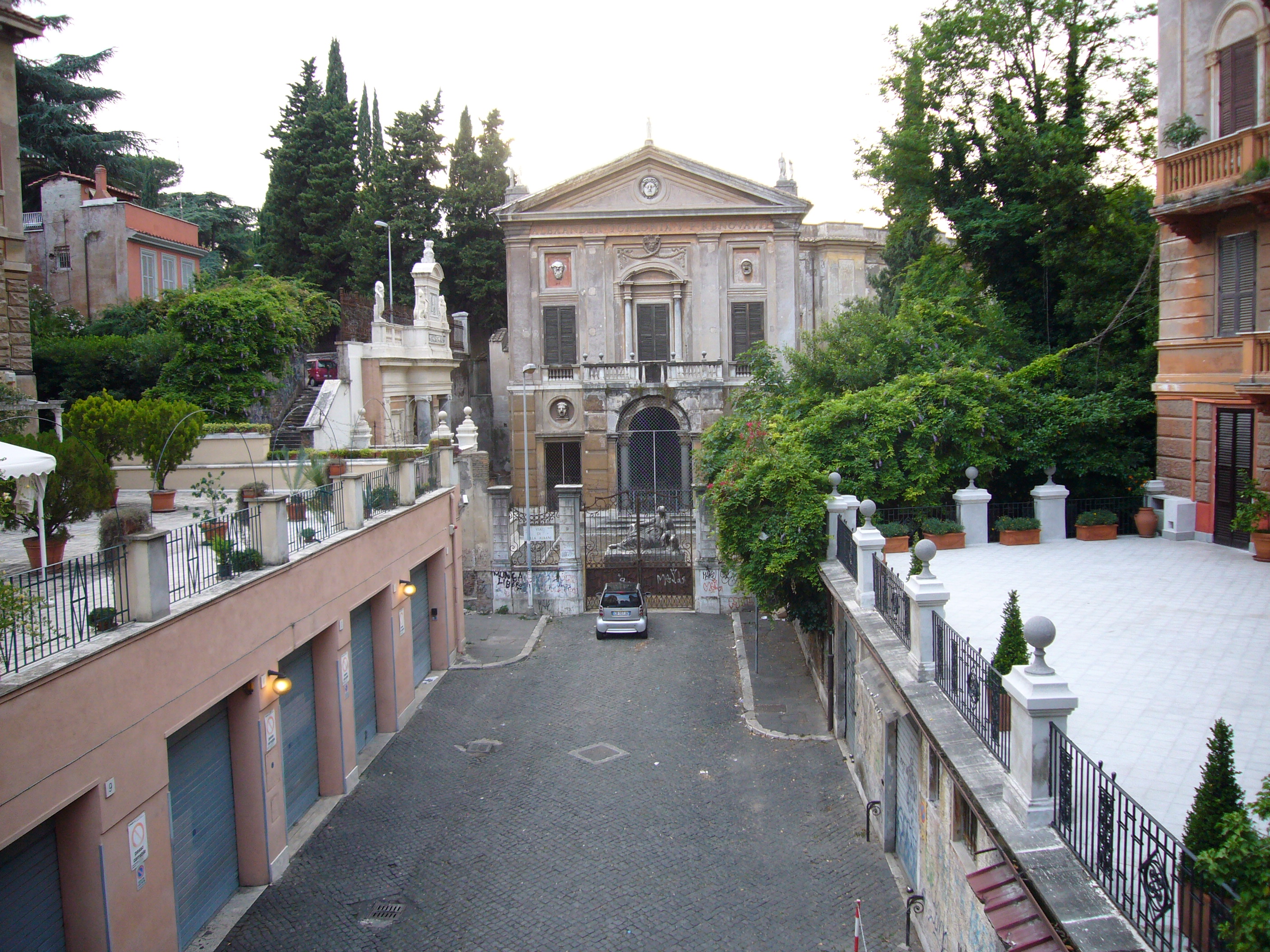
Villa Albani (Rom), seit 1866 im Besitz der Familie
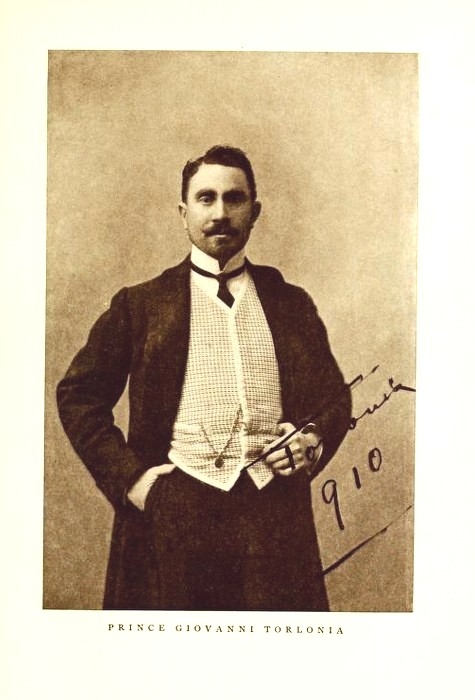
Giovanni Torlonia (1873–1938)
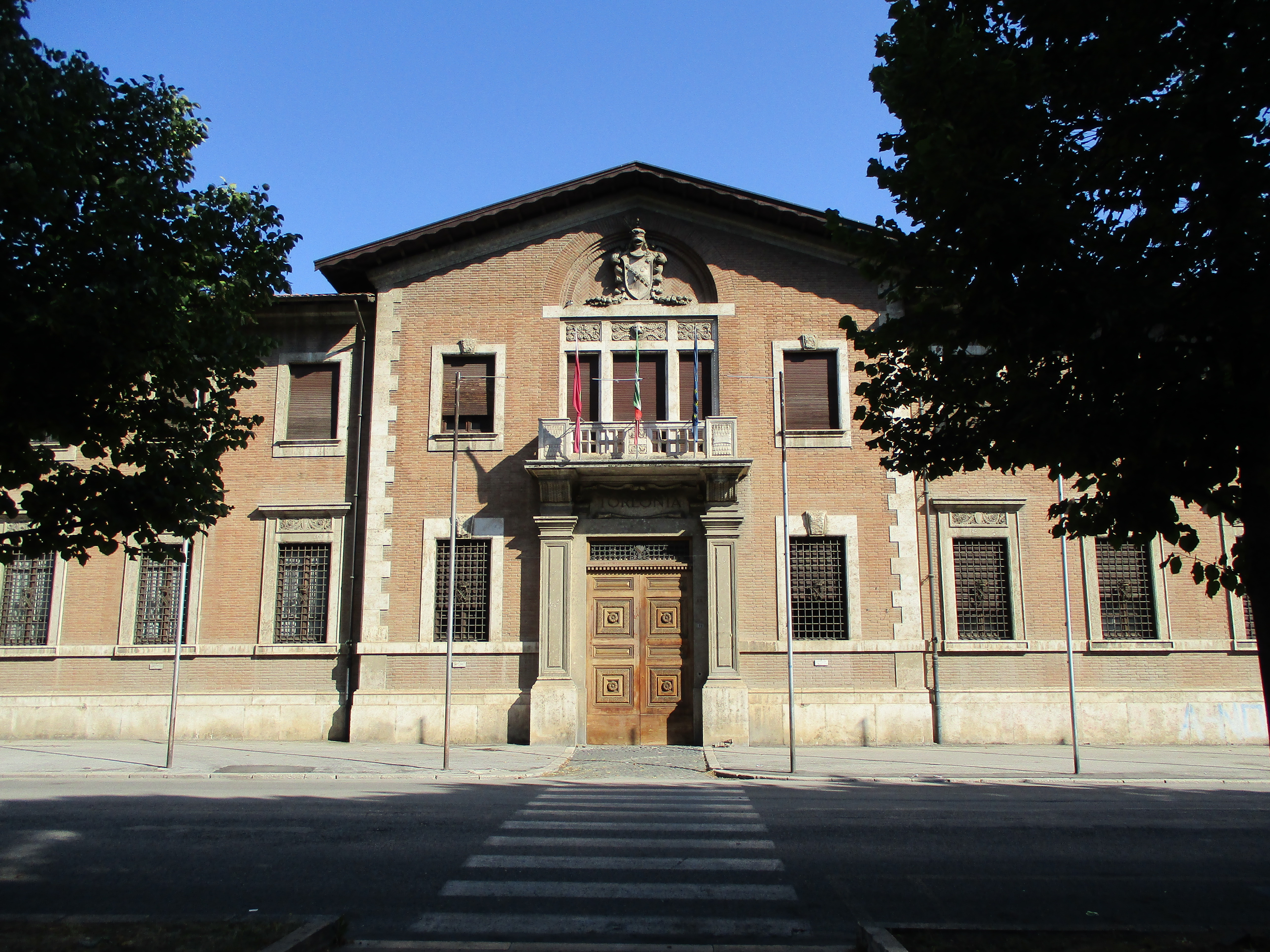
Palazzo Torlonia in Avezzano
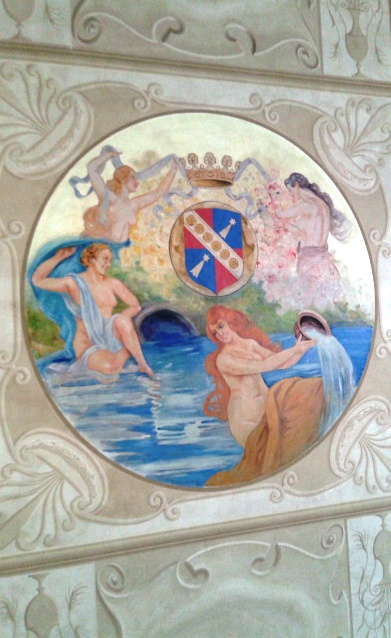
Fresko mit Wappen im Palazzo in Avezzano

## Sammlung Torlonia
Das nie der Öffentlichkeit zugänglich gemachte Museo Torlonia (bis 1976 im Palazzo Torlonia an der Via della Lungara in Trastevere) gilt mit ca. 620 Stücken griechischer und römischer Skulptur als die größte private Antikensammlung. Seit 1976 sind die Stücke eingelagert. Im Jahr 2020 waren 96 Stücke der Sammlung zum ersten Mal zu besichtigen, anschließend sollen die Stücke in verschiedenen Museen weltweit gezeigt werden. Langfristig soll für die Sammlung ein öffentliches Museum in Rom eingerichtet werden.
Am 20. November 2018 wurde das gesamte Erbe des am 28. Dezember 2017 verstorbenen Alessandro Torlonia (* Rom 28. Nov. 1925) aus der jüngsten Familienlinie wegen der trotz seines Testamentes ungeklärten Vermögensaufteilung zwischen den Geschwistern Carlo (* 1951), Paola (* 1953), Francesca (* 1956) und Giulio (* 1963) gerichtlich beschlagnahmt. Dazu zählt vor allem die Villa Albani an der Via Salaria in Rom mit ihrem reichen Bestand an antiken Statuen und Bildwerken, darunter die beiden Fresken der Tomba Francois von Vulci mit der Darstellung einer Opferung troianischer Kriegsgefangener und einer Schilderung von Kämpfen zwischen etruskischen und römischen Kriegern aus der Frühzeit der römischen Geschichte.

## Bekannte Familienmitglieder
- Alessandro Torlonia, Herzog von Ceri, Fürst von Fucino (1800–1886), Bankier und Großgrundbesitzer
- Beatrice Isabel Torlonia, Principessa di Civitella-Cesi, Infantin von Spanien (1909–2002), spanische Königstochter und Gemahlin des Don Alessandro Torlonia, 5. Principe di Civitella-Cesi (1911–1986)